# Mã QR

Một mã QR

Cấu trúc của một ký hiệu mã QR. Nhờ các hoa văn định vị, mã QR có thể được đọc ở 360°.

Mã QR (mã phản hồi nhanh) là một mã vạch ma trận (hay mã vạch hai chiều) được phát triển bởi công ty Denso Wave (Nhật Bản) vào năm 1994. Chữ "QR" xuất phát từ "Quick Response", trong tiếng Anh có nghĩa là đáp ứng nhanh hay xử lí nhanh, vì người tạo ra nó có ý định cho phép mã được giải mã ở tốc độ cao. Các mã QR được sử dụng phổ biến nhất ở Nhật Bản, Trung Quốc, và hiện là loại mã hai chiều thông dụng nhất ở Nhật Bản.
Mặc dù lúc đầu mã QR được dùng để theo dõi các bộ phận trong sản xuất xe hơi, hiện nay nó được dùng trong quản lý kiểm kê ở nhiều ngành khác nhau. Gần đây hơn, phần mềm đọc mã QR đã được cài vào điện thoại di động có gắn camera (camera phone) ở Nhật. Điều này đưa đến các ứng dụng mới và đa dạng hướng về người tiêu dùng, nhằm làm nhẹ nhàng việc nhập dữ liệu vào điện thoại di động, vốn không hấp dẫn mấy. Mã QR cũng được thêm vào danh thiếp, làm đơn giản đi rất nhiều việc nhập dữ kiện cá nhân của người mới quen vào sổ địa chỉ trên điện thoại di động.
Người dùng có chương trình thu tín hiệu (capture program) và máy tính có giao diện RS-232C có thể dùng máy quét ảnh (scanner) để thu dữ liệu.
Tiêu chuẩn Nhật Bản cho các mã QR, JIS X 0510, được công bố vào tháng 1 năm 1999, và Tiêu chuẩn Quốc tế ISO tương ứng, ISO/IEC18004, được chấp thuận vào tháng 6 năm 2000.

## Lịch sử
Hệ thống mã QR được Denso Wave phát minh năm 1994. Mục đích chính là theo dõi xe cộ trong quá trình sản xuất. Nó được thiết kế để cho phép quét các bộ phận với tốc độ cao. Mặc dù những ứng dụng ban đầu chỉ để theo dõi các bộ phận của xe, nhưng hiện nay mã QR được ứng dụng trong nhiều ngữ cảnh khác nhau bao gồm cả các ứng dụng theo dõi thương mại và ứng dụng hướng tới sự tiện lợi cho những người sử dụng điện thoại di động. Mã QR có thể được sử dụng để hiển thị chữ cho người sử dụng, để thêm danh thiếp vCard vào thiết bị của người sử dụng, để mở URI, để viết e-mail hay tin nhắn, thậm chí thanh toán điện tử một cách nhanh chóng, đặc biệt ở Trung Quốc khi hầu như mọi người đều sử dụng thanh toán qua QR. Người sử dụng có thể tạo và in mã QR của riêng họ cho những người khác quét và sử dụng để ghé thăm một trong các trang phải trả tiền và miễn phí thông qua mã QR. Nó hiện trở thành một trong những kiểu sử dụng nhiều nhất trong nhóm mã vạch hai chiều.

## Lưu trữ

Một ký hiệu mã QR với kích thước này có thể mã hoá 300 ký tự chữ cái và số.

| Khả năng lưu trữ dữ liệu mã QR | Khả năng lưu trữ dữ liệu mã QR |
| ------------------------------ | ------------------------------ |
| Số đơn thuần                   | Tối đa 7.089 ký tự             |
| Số và chữ cái                  | Tối đa 4.296 ký tự             |
| Số nhị phân (8 bit)            | Tối đa 2.953 byte              |
| Kanji/Kana                     | Tối đa 1.817 ký tự             |

| Khả năng sửa chữa lỗi | Khả năng sửa chữa lỗi                        |
| --------------------- | -------------------------------------------- |
| Mức L                 | 7% số từ mã (codeword) có thể được phục hồi. |
| Mức M                 | 15% số từ mã có thể được phục hồi.           |
| Mức Q                 | 25% số từ mã có thể được phục hồi.           |
| Mức H                 | 30% số từ mã có thể được phục hồi.           |

## Vi mã QR (Micro QR Code)
Vi mã QR là phiên bản thu nhỏ của tiêu chuẩn mã QR với ít tính năng hơn để xử lý các bản quét lớn.
Có một số hình thức vi mã QR khác nhau, cao nhất trong số đó có thể giữ 35 ký tự.